# Mount Noel
Mount Noel ist ein großer, eisbedeckter und rund 1600 m hoher Berg in den Traverse Mountains an der Rymill-Küste des Palmerlands auf der Antarktischen Halbinsel. Durch breite Schneefelder ist er vom McHugo Peak im Norden und vom Mount Allan im Süden getrennt.
Das UK Antarctic Place-Names Committee benannte ihn 1977 nach John Fraser Noel (1942–1966), der als Fahrzeugmechaniker für den British Antarctic Survey zwischen 1965 und 1966 auf der Stonington-Insel tätig war und bei einer Schlittenexkursion im Mai 1966 gemeinsam mit dem Funker Thomas John Allan (1940–1966) am Tragic Corner an der Fallières-Küste ums Leben gekommen war.